# برزج
برزج به انگلیسی (Barzej) روستایی کوهستانی ، در دهستان باقران از توابع بخش مرکزی شهرستان بیرجند، واقع در 29 کیلومتری جنوب شرقی بیرجند و واقع در استان خراسان جنوبی است ، که بر اساس سرشماری سال ۱۳۸۵ مرکز آمار ایران ، جمعیت آن بالغ بر ۸۵ نفر (۲۶ خانوار) بوده‌است.این روستا به سبب طبیعت سرسبز وخوش آب وهوای شهرت دارد.

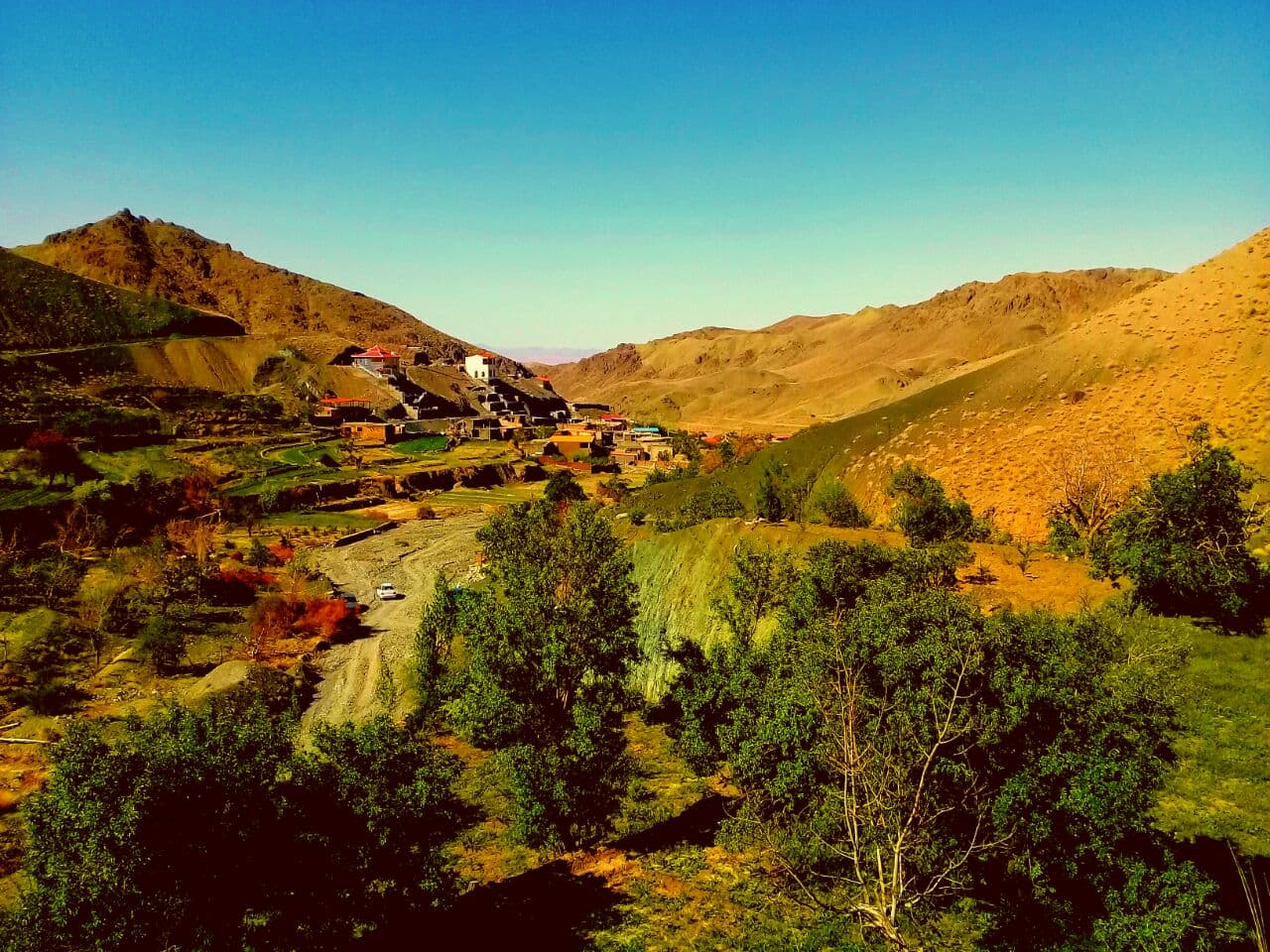
روستا برزج در بهار 1397

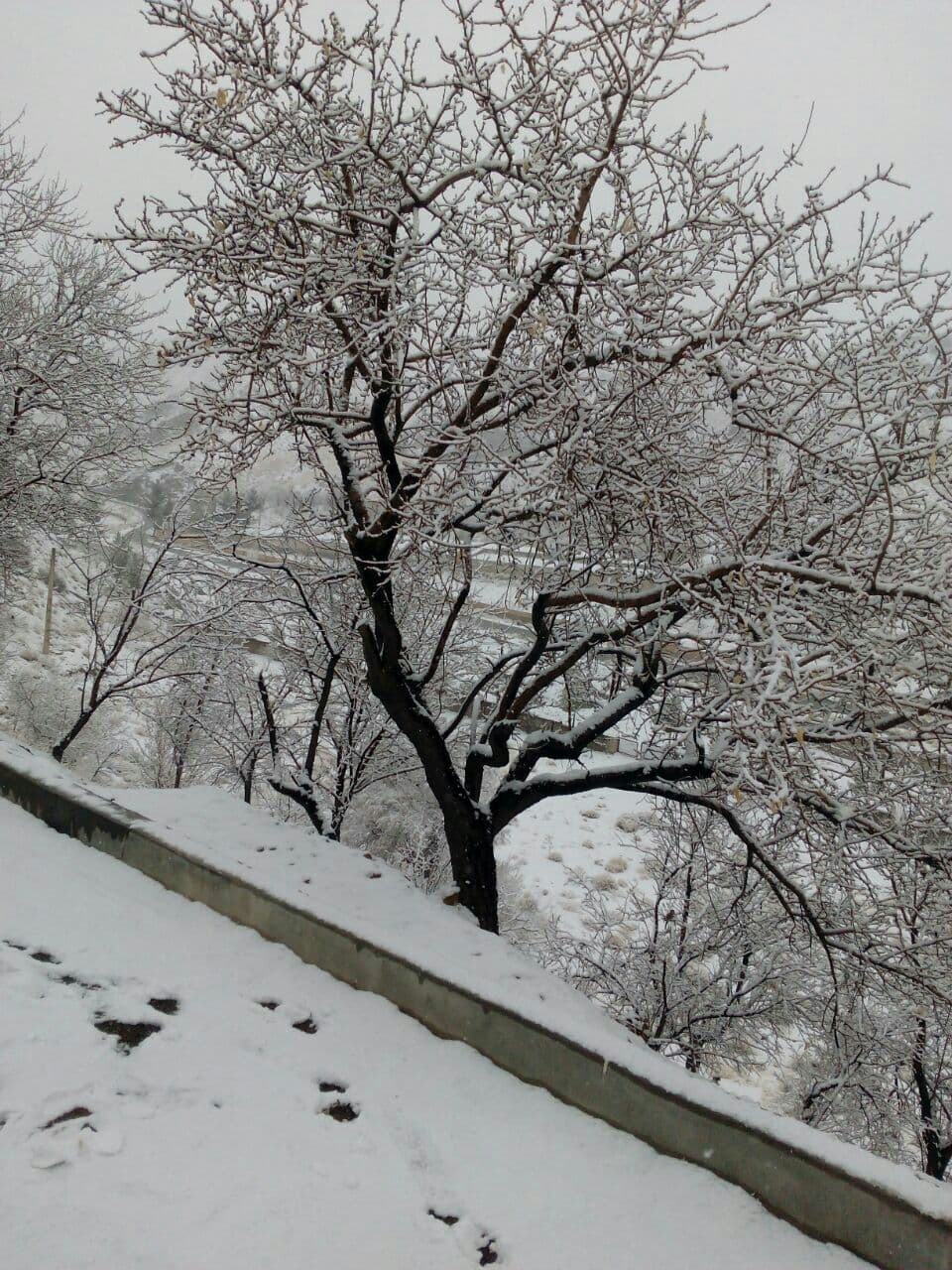
تصویری از روستا برزج در زمستان 1397